# Промоакция
Промоакция (англ. Promo — рекламный; лат. Actio — действие, выступление, предпринимаемое для достижения какой-либо цели) — это вид рекламной активности компании (предприятия, учреждения, организации), путём которой узнают о товаре (услуге) не из зарегистрированных средств информации (телевизора, радио, страниц печатных изданий), а лично — просто попав на дегустацию, раздачу рекламных образцов товара или другой вид промоакции.
Промоакция — это совокупность действий, направленных на продвижение продукта или услуги, которые воздействуют на целевую аудиторию (потенциальных потребителей). Воздействие может быть информационное: можно визуально ознакомиться с продуктом или услугой, протестировать, продегустировать; и стимулирующее: получить бесплатно продвигаемый продукт при покупке определенного количества продукта, получить подарок за покупку товара (пользования услугой), получить скидку на покупку товара или услуги и т.д.
Промоакция, как правило, носит краткосрочный характер. Цель промоакции — ввод на рынок нового товара/услуги или повышения продаж уже предлагаемого товара/услуги.
Промоакцию проводят специально обученные люди — промоутеры. Для привлечения внимания людей используют брендированную одежду, промостойки и т. д.

## Целевая аудитория

### Промоакции в местах продаж
Как показали исследования, для покупателей, чувствительных к промоакциям в торговых точках, справедливо следующее:
- повышенная чувствительность к цене;
- сниженная чувствительность к качеству;
- любовь к процессу покупок;
- любовь к новому;
- пониженная лояльность к бренду;
- импульсивность;
- склонность планировать покупки;
- наличие у них мест для хранения[1].